# Fontaine-la-Rivière
Fontaine-la-Rivière är en kommun i departementet Essonne i regionen Île-de-France i norra Frankrike. Kommunen ligger i kantonen Méréville som tillhör arrondissementet Étampes. År 2022 hade Fontaine-la-Rivière 182 invånare.

## Befolkningsutveckling
Antalet invånare i kommunen Fontaine-la-Rivière
| Referens: INSEE |